# Invertasa
La invertasa o invertina (β-fructofuranosidasa, EC 3.2.1.26), conocida también con el nombre de sacarasa (por ser una de las sacarasas más comunes), es una enzima que cataliza la hidrólisis de los terminales no reductores β-d-fructofuranosílicos de los fructofuranósidos, rompiendo el enlace β-d-fructofuranosil.
Entre los sustratos sobre los que actúa, el más significativo es la sacarosa, de ahí que la enzima se conozca también, como ya se ha señalado, con el nombre de sacarasa. Esta enzima hidroliza la fructosa y la glucosa mediante la siguiente reacción reversible:
Sacarosa ↔ Fructosa + Glucosa

Azúcares invertidos

Estos glúcidos, además de ser ampliamente utilizados en la industria alimentaria, son fuentes principales de carbono y energía para organismos procariontes y eucariontes.
El nombre de invertasa hace referencia a que los productos de la reacción son conocidos como "azúcares invertidos" debido al cambio rotacional que modifica sus propiedades ópticas; de una rotación positiva o dextrógira a una rotación negativa o levógira:
Sacarosa ([α] D = + 66,5º) + H₂O → D-glucosa ([α] D = + 52,5º) + D-fructosa ([α] D = -92°)
El primero en describir esta propiedad y en dar nombre a la enzima fue el francés Marcellin Berthelot (1827-1907) en 1860. El naturalista y químico suizo Adolph von Planta-Reichenau (1820-1895), demostró la presencia de la enzima en la miel de abeja.
Esta enzima se encuentra en levaduras, normalmente en la levadura Saccharomyces cerevisiae; en abejas, que utilizan la invertasa para fabricar miel a partir del néctar de las flores, en plantas y en bacterias, como por ejemplo las que se encuentran en el intestino humano.
Además, el estudio de la actividad de la invertasa tiene un gran interés para la investigación aplicada, ya que se trata de una de las enzimas más conocidas. Hay que mencionar el hecho de que la cinética de esta enzima fue la primera que se estudió con profundidad (estudios clásicos de Michaelis-Menten).

## Propiedades físicas y químicas
Se encuentra incluida dentro de la familia GH32, es decir, hidrolasa glicosídica. Esta familia incluye unas 370 enzimas (en febrero de 2004) que pertenecen a plantas, hongos y bacterias. en esta familia aparte de la invertasa puede encontrarse la inulasa (EC 3.2.1.7) y la levanasa (EC 3.2.1.65), entre otros.
Todas estas enzimas, y por tanto, también la invertasa, tienen una característica conformacional común, consistente en dos residuos ácidos que constituyen el mecanismo catalítico responsable de la ruptura de los enlaces glucosídicos. Estos residuos se han identificado experimentalmente en la invertasa de levadura como un aspartato unido a un terminal N que actúa de nucleófilo y un glutamato que actúa como ácido/base.
Además, esta enzima existe en más de una forma. Por ejemplo, la invertasa intracelular tiene un peso molecular de 135.000 Daltons, mientras que la invertasa extracelular tiene un peso de 270.000 Daltons.
La sacarosa puede ser hidrolizada de manera relativamente fácil, por lo tanto la reacción puede darse muchas veces en un medio ácido sin ayuda de la invertasa. Al contrario que la mayoría de las enzimas, la invertasa presenta una alta actividad dentro de una amplia gama de pH (3,5-5,5), con pH óptimo a 4,5. También cabe destacar el hecho de que su actividad enzimática alcanza su máximo a 55  °C.

## Déficit en humanos
Aunque los animales, incluyendo los humanos, tienen preferencia por la dieta rica en sacarosa, sus genomas no están codificados para producir invertasa. En vez de esta enzima, el organismo humano utiliza la sacarosa x-glucosidasa (EC 3.2.1.48), que también hidroliza la sacarosa.
El déficit de esta enzima en las vellosidades del intestino delgado provoca una enfermedad conocida como intolerancia a la sacarosa. La sacarosa pasa al intestino grueso donde es fermentada por bacterias, como Bacterioides thetaiotamicron y Bifidobacterium longum, provocando diarreas ácidas con peligro de deshidratación, flatulencia, sangrado y pérdida de peso. Se trata de una patología de difícil diagnóstico y poco frecuente, excepto en Canadá y Groenlandia, que muchas veces se confunde con la intolerancia a la lactosa. El tratamiento está basado en una dieta con ausencia de sacarosa, almidón y dextrinas.

## Aplicaciones
La invertasa es una enzima muy utilizada como sustituyente de la levadura en la repostería y la alimentación animal. El uso más común de la invertasa en alimentos azucarados se basa en la transformación lenta y parcial de la sacarosa en azúcar invertido (glucosa + fructosa). La fructosa tiene más poder edulcorante, más poder humectante, más solubilidad y por tanto, menor tendencia a cristalizar y endurecerse. De este modo, actúa como agente de ablandamiento en alimentos azucarados con tendencia a cristalizar la sacarosa y evaporar agua. Esto afecta a su aspecto y a su consistencia.
Los productos de confitería como los bombones rellenos, los productos de jalea, mazapanes y pasteles adquieren una consistencia suave, cremosa y blanda, incluso después de un almacenamiento prolongado.
Un hecho interesante es que la acción cariogenética del azúcar invertido es bastante inferior a la causada por la sacarosa, por lo que no produce tantas caries.
A veces se agrega invertasa a productos previamente mezclados con sorbitol, que también posee un gran poder hidrostático o estabilizador de la humedad, pudiendo retener esta ante las variaciones del ambiente.